# Amadeo Mandarino
Amadeo Mandarino ( Buenos Aires, Argentina, 25 de mayo de 1913 – 12 de junio de 1996 cuyo nombre real era Amadeo Guillermo Mannarino, fue un cantor dedicado al género del tango que además de sus actuaciones como solista integró acreditadas orquestas como las de Aníbal Troilo y Manuel Buzón. 

## Actividad artística
Nació en el barrio de Abasto de Buenos Aires; uno de sus hermanos, Humberto, fue un bandoneonista de importancia que cuya carrera transcurrió principalmente en orquestas europeas y otro, Luis Esteban, nacido el 20 de junio de 1899 era un cantor que había debutado en París en 1926 con la orquesta de Manuel Pizarro y que compuso el tango Evocación de Paris, que le grabó Carlos Gardel y No es más que yo, que registrara Ángel Vargas.
Inició su carrera profesional en Radio Splendid con acompañamiento de guitarras cuando tenía 17 años. En 1933 actuó en cines y teatros integrando la orquesta de Vicente Russo y luego acompañó al pianista Eduardo Pereyra, el autor de El africano, La uruguayita Lucía y Madame Ivonne, entre otras obras, con quien se perfeccionó técnicamente. Tres años más adelante se integró en el Cuarteto Melodía con donde estaban el cantor Manuel Cao y el pianista Oscar Sabino, con el que actuó dos años en Radio Prieto y Radio Stentor.
En junio de 1936 se incorporó a la orquesta de Manuel Buzón, con la que actuó al año siguiente por Radio Splendid y Radio Rivadavia. En 1938 la orquesta Buzón viajó a Bahía Blanca para animar los carnavales de los bancarios, luego de lo cual Mandarino se desvinculó y continuó como solista. Convocado al año siguiente por Osvaldo Pugliese, se unió a la orquesta que fue presentada en el café El Nacional el 11 de agosto de 1939, con la dirección de Pugliese desde el piano y Enrique Alessio, Osvaldo Ruggiero y Alberto Armengol en bandoneones, Enrique Camerano, Julio Carrasco y Jaime Tursky en violines, Aniceto Rossi en contrabajo y, como cantor, Amadeo Mandarino, orquesta que, aunque con los lógicos recambios, lo acompañó durante 55 años.
A comienzos de 1940, Aníbal Troilo lo contrató  para su orquesta, en la que ya revistaba como cantor Francisco Fiorentino y se desvinculó el 31 de diciembre de 1941 dejando registrado en dúo con aquel solamente el tango Pájaro ciego, de Antonio Bonavena y Lito Bayardo el 28 de mayo de 1941, porque aparentemente la discográfica RCA Victor prefería a Fiorentino por su éxito de ventas. A continuación lo contrató de nuevo Buzón  para grabar con el sello Odeon y actuar en Ronda de ases, un programa musical con actuación en vivo de renombrados artistas de tango que se transmitió por LR1 Radio el Mundo entre 1941 y 1945; tenía una hora de duración y se transmitía dos veces por semana con la participación de cuatro orquestas, inicialmente desde la sede de la radio y luego desde el Teatro Casino, en la calle Maipú, enfrente al cabaré Marabú. Durante el período en que fue emitido tuvo también los nombres de Esquinas de mi ciudad y Casino, sin cambiar su estructura y calidad. De este segundo período con Buzón son las grabaciones de Al verla pasar, Jazmín Simón, Fueye, Mano brava, Qué has hecho de mi cariño, más conocido como instrumental con el título de Royal Pigall, Música de organito, y el vals Miedo.
Más adelante reemplazó al cantor Roberto Quiroga en la orquesta de Alberto Soifer y en los carnavales de 1945 pasó a la de Emilio Balcarce, con quien debutó en el Salón Casablanca, del barrio de Chacarita. En 1947 pasó a la orquesta de Emilio Orlando y después a la de Cristóbal Herreros, con el que realizó actuaciones en el night club Golden Gate y en Radio El Mundo. Desde 1951 empezó a repartir su trabajo entre Buenos Aires, en la que actuó acompañado por guitarras, con gran suceso en la Confitería Montecarlo, de Corrientes 1222, y en distintas radios, y la ciudad de Mar del Plata, en la cual desde 1955 fijó su residencia y se convirtió en un artista estable en la confitería del Casino además de actuar en  espectáculos de la otras localidades costeras. Fue una de las figuras convocadas por Antonio Maida cuando se hizo cargo en la década de 1960 de la dirección artística de Radio del Pueblo en la cual actuó a veces acompañado por el cuarteto de Troilo.
Sus últimas apariciones en Buenos Aires las realizó en el local de El Viejo Almacén y en programas de Canal 11 y su última incursión en el disco fueron 12 temas que grabó para el sello Almalí, con el acompañamiento musical, en algunos de ellos, de Jorge Dragone, que se comercializó a partir de 1991 titulado A Pichuco y Fiorentino Eternos en mi recuerdo. Se recuerda a Amadeo Mandarino como un intérprete de voz amable, con registro de barítono, gran afinación y fraseo bien porteño y una persona afable con gran sentido de la amistad. Falleció en Argentina el 12 de junio de 1996.